# Christian Eriksen
Christian Dannemann Eriksen (* 14. Februar 1992 in Middelfart) ist ein dänischer Fußballspieler. Der offensive Mittelfeldspieler steht bei Manchester United unter Vertrag. Er wurde am häufigsten (5-mal) als Fußballer des Jahres in Dänemark ausgezeichnet.

## Karriere

### Vereine

#### Jugend in Dänemark
Eriksen begann noch vor seinem dritten Geburtstag beim Middelfart G&BK, einem in seinem Geburtsort ansässigen Verein, mit dem Fußballspielen. Als 13-Jähriger wechselte er in die Jugendmannschaft von Odense BK. Mit 14 Jahren spielte er in der U16-Mannschaft seines Vereins und wurde zum „Besten Techniker“ in der dänischen Jugendliga gewählt. 2008 spielte er in der U16- und U19-Mannschaft des Vereins, mit der er auch die Jugendmeisterschaft gewann; er war der Siegtorschütze beim 1:0-Sieg im Finale gegen Brøndby IF. Zusätzlich hatte er sich zu einem Leistungsträger der dänischen U17-Nationalmannschaft entwickelt. 2008 wurde er zum besten „U-17-Spieler Dänemarks“ gewählt. 2009 wurde er hinter den weitaus älteren Simon Kjær und Nicklas Bendtner Dritter bei der Wahl zum „Dänischen Talent des Jahres“.

#### Ajax Amsterdam
Im Oktober 2008 unterschrieb Eriksen einen von 2009 bis 2010 laufenden Jugendvertrag beim niederländischen Verein Ajax Amsterdam und wechselte in die Jugendakademie des Rekordmeisters. Nach zwei Spielzeiten für die Jugendmannschaft wurde er von Trainer Martin Jol ins Wintertrainingslager mitgenommen und gab sein Pflichtspieldebüt für die Profimannschaft am 17. Januar 2010 in der Eredivisie beim 1:1 im Auswärtsspiel gegen NAC Breda. Er wurde nach dem Spiel zum „Man of the Match“ gewählt. Nach dem Debüt wurde er aufgrund seiner Spielweise mit Wesley Sneijder verglichen.
Am 25. März 2010 schoss er im KNVB-Pokalwettbewerb gegen Go Ahead Eagles Deventer sein erstes Tor für Ajax; einen Monat später verlängerte er seine Vertragslaufzeit. Zum Ende seiner ersten halben Saison in der Profimannschaft hatte er 21 Pflichtspiele absolviert, in denen er ein Tor erzielt hatte und den niederländischen Pokal 2010 gewann. Zum Ende der Saison 2010/11 stand für Eriksen, der zum dänischen Talent des Jahres gewählt wurde, der Gewinn der niederländischen Meisterschaft. Er wurde als zweiter Däne nach Jon Dahl Tomasson im Jahr 1996 zum Talent des Jahres in den Niederlanden gewählt; Ende 2011 wurde er zu Dänemarks Fußballer des Jahres gekürt. 2012 und 2013 verteidigte er mit Ajax den Titel des niederländischen Meisters.

#### Tottenham Hotspur
Am 30. August 2013 wechselte er in die Premier League zu Tottenham Hotspur. Am 26. Dezember 2013 (18. Spieltag) erzielte er beim 1:1 im Heimspiel gegen West Bromwich Albion mit dem Führungstor in der 36. Minute per direkt verwandelten Freistoß sein erstes Tor in der höchsten Spielklasse im englischen Fußball. Nach zehn Toren und 13 Vorlagen in allen Wettbewerben wurde er in Dänemark zum Fußballer des Jahres und im Verein als Spieler der Saison gekürt. Eriksen erzielte während der Saison 2014/15 wettbewerbsübergreifend zwölf Tore. Eine Saison später, in deren Verlauf er abermals zum dänischen Fußballer des Jahres gewählt wurde, trug er mit sechs Toren zum dritten Platz bei, womit sich Tottenham Hotspur für die UEFA Champions League qualifizierte. 2017 wurde er mit Tottenham Hotspur Vizemeister; dabei platzierte sich der Verein erstmals seit 1996 in der Tabelle vor dem Erzrivalen FC Arsenal. Zudem erhielt Eriksen erneut die Auszeichnung des Spielers der Saison. Zum Ende der Saison 2016/17 wurde er gemeinsam mit seinen Mannschaftskollegen Harry Kane und Jan Vertonghen in die Mannschaft des Jahres der englischen Spielergewerkschaft (PFA) gewählt. 2019 erreichte Eriksen mit Tottenham Hotspur das Finale in der UEFA Champions League und verlor dort gegen den Ligakonkurrenten FC Liverpool.

#### Inter Mailand
Ende Januar 2020 verließ Eriksen Tottenham Hotspur nach sieben Jahren und wechselte in die italienische Serie A zu Inter Mailand. Er unterzeichnete einen Vertrag bis 2024. Sein Vertrag bei Tottenham Hotspur wäre am Saisonende ausgelaufen. Unter dem Cheftrainer Antonio Conte kam der Däne bis zum Ende der Saison 2019/20 auf 17 Serie-A-Einsätze (8-mal von Beginn), in denen er ein Tor erzielte. Hinzu kamen u. a. 6 Einsätze und 2 Tore in der Europa League, in der Inter das Finale erreichte, dort aber dem FC Sevilla unterlag. In der Saison 2020/21 kam Eriksen auf 26 Ligaeinsätze (17-mal von Beginn), in denen er 3 Tore zum Gewinn der Meisterschaft beisteuerte.
Ende Oktober 2021 entschied die italienische Gesundheitsbehörde, dass Eriksen seinen Beruf in der Serie A aufgrund eines Defibrillator-Implantats nicht mehr ausüben darf. Anfang Dezember 2021 stieg er – rund ein halbes Jahr nach seinem bei der Europameisterschaft 2021 erlittenen Herzstillstand – in das Mannschaftstraining seines Jugendklubs Odense BK ein. Mitte Dezember 2021 einigten sich Inter Mailand und Eriksen auf eine Vertragsauflösung.

#### Rückkehr nach England
Ende Januar 2022 kehrte Eriksen in die Premier League zurück und unterschrieb beim FC Brentford einen Vertrag bis zum Saisonende. Bereits nach Ablauf der Saison 2021/22 zog er weiter zu Manchester United und unterschrieb dort einen Vertrag mit einer Laufzeit von drei Jahren. Im Sommer 2025 wurde der Vertrag in Manchester nicht verlängert.

### Nationalmannschaft

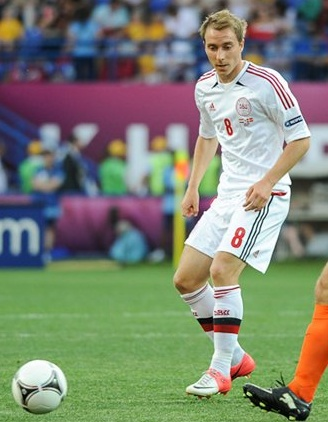
Eriksen in einer Spielszene während der EM 2012

Eriksen spielte zwischen 2007 und 2009 27-mal für die dänische U17-Nationalmannschaft und erzielte dabei zehn Tore. Nach seinem Durchbruch bei Ajax und den verletzungsbedingten Ausfällen der Leistungsträger Jesper Grønkjær und Martin Jørgensen wurde er von Nationaltrainer Morten Olsen erstmals für das Test-Länderspiel gegen die Nationalmannschaft Österreichs am 3. März 2010 in den Kader der A-Nationalmannschaft nominiert. Bei der 1:2-Niederlage in Wien wurde er in der 61. Minute für Daniel Jensen eingewechselt. Im Sommer 2010 wurde er in den Kader für die Weltmeisterschaft 2010 nominiert. Mit einem Alter von 18 Jahren und 130 Tagen war er der jüngste Spieler, der bei der WM eingesetzt wurde.
Von Trainer Keld Bordinggaard wurde Eriksen für den Kader der U21-Nationalmannschaft für die U21-Europameisterschaft 2011 nominiert. Im ersten Gruppenspiel, das mit 0:1 gegen die Nationalmannschaft der Schweiz verloren wurde, spielte er von Beginn an. Im zweiten Gruppenspiel, das mit 2:1 gegen die Nationalmannschaft von Belarus gewonnen wurde, erzielte er mit dem Treffer zum 1:1 sein erstes Tor für die U21-Mannschaft, die jedoch nach der Gruppenphase aus dem Turnier ausschied.
Eriksen nahm mit der Nationalmannschaft an der Europameisterschaft 2012 in Polen und der Ukraine teil. Er gehörte in allen drei Gruppenspielen gegen die Nationalmannschaften der Niederlande, Portugals und Deutschlands zur Anfangsformation. Als Gruppendritter schied er mit der Mannschaft aus dem Turnier aus. 2018 nahm Eriksen an der Weltmeisterschaft 2018 in Russland teil. Im zweiten Gruppenspiel, das gegen die Nationalmannschaft Australiens 1:1 endete, erzielte er den Führungstreffer. Die Dänen scheiterten im Achtelfinale am späteren Finalisten Kroatien im Elfmeterschießen, wobei er als erster dänischer Schütze verschoss. Am 14. Oktober 2020 bestritt er wie Mitspieler Simon Kjær im Rahmen der UEFA Nations League 2020/21 gegen England das 100. Länderspiel für Dänemark und erzielte dabei per Strafstoß das einzige Tor des Spiels.
Beim ersten Gruppenspiel der dänischen Nationalmannschaft bei der Europameisterschaft 2021 gegen Finnland am 12. Juni 2021 brach Eriksen kurz vor der Halbzeitpause ohne Fremdeinwirkung zusammen. Er wurde sofort durch ein Ärzteteam versorgt und nach Thoraxkompressionen sowie einer Defibrillation in ein Krankenhaus transportiert. Beide Mannschaften entschieden, das Spiel nach knapp zweistündiger Unterbrechung fortzusetzen. Dänemark unterlag Finnland schließlich mit 0:1. Die Spielfortsetzung sorgte in den folgenden Tagen für Kritik an der UEFA, da als einzige Alternative zu einer unmittelbaren Fortsetzung die Fortsetzung um 12 Uhr am Folgetag angeboten worden war. Wenige Tage nach Eriksens Zusammenbruch wurde ihm ein Defibrillator implantiert.
Im März 2022 wurde Eriksen von Nationaltrainer Kasper Hjulmand für zwei im selben Monat stattgefundene Freundschaftsspiele gegen die Niederlande und Serbien nominiert, da er laut Hjulmand „physisch wirklich sehr, sehr fit“ sei. Bei seiner Einwechselung zur zweiten Halbzeit am 26. März gegen die Niederlande (2:4) schoss er nach knapp 2 Minuten den zwischenzeitlichen Anschlusstreffer zum 2:3. Er nahm auch an der Fußball-Weltmeisterschaft 2022 in Katar teil, schied mit der Mannschaft aber nach der Vorrunde aus.
In der Qualifikation für die EM 2024 wurde er in sechs der zehn Spiele eingesetzt und erzielte ein Tor. Die Dänen qualifizierten sich als Gruppensieger für die Endrunde, für die er wieder nominiert wurde.
Im ersten Gruppenspiel Dänemarks bei der Fußball-Europameisterschaft 2024 gegen Slowenien schoss Eriksen das erste Tor des Spiels. Im zweiten Gruppenspiel zog er mit seinem 132 Länderspiel mit Simon Kjær, dem bisherigen  Rekordnationalspieler Dänemarks, gleich. Im  dritten Gruppenspiel überholte er Kjær und ist seitdem mit 133 Länderspielen alleiniger Rekordnationalspieler von Dänemark.

## Titel
Niederlande
- Meister: 2011, 2012, 2013
- Pokalsieger: 2010
- Supercupsieger: 2013

Italien
- Meister 2021

England
- Pokalsieger: 2024
- Ligapokalsieger: 2023

Individuell
- Dänemarks Fußballer des Jahres: 2013, 2014, 2015, 2017, 2018 (Rekord)

## Auszeichnungen
- Talenteprisen (Dänischer U17 Spieler des Jahres) 2008
- Niederländisches Talent des Jahres 2011
- Bester Dänischer Spieler des Jahres 2011, 2013, 2014, 2017
- Bronzener Schuh in der Eredivisie 2012
- PFA Team of the Year 2017/18
- Laureus World Sports Award (Comeback des Jahres) 2023[25]